# Jan Poignant
Jan Emil "Janne Poäng" Poignant, född 2 november 1941 i Stockholm, död 13 februari 2024, var en svensk sportskytt. Han tävlade för Skarps SSK.
Poignant tävlade i tre grenar för Sverige vid olympiska sommarspelen 1964 i Tokyo. Han slutade på 16:e plats i 50 meter gevär, tre positioner, 18:e plats i 50 meter gevär, liggande samt 12:e plats i 300 meter gevär, tre positioner. 
Poignant blev svensk mästare i 50 meter gevär 1963 och 1965. Han vann även SM-guld i liggande 50 meter gevär 1963 och 1964. År 1964 tilldelades Poignant Stora grabbars märke.